# 国家计算机网络与信息安全管理中心
国家计算机网络与信息安全管理中心（国家计算机网络应急技术处理协调中心，简称“国家互联网应急中心”，英文简称CNCERT或CNCERT/CC。两个中心实行一个机构两块牌子），是中华人民共和国网络安全应急体系的核心协调机构。

## 沿革
1999年9月，国家计算机网络与信息安全管理中心筹备成立。2000年，国家信息化领导小组计算机网络与信息安全管理办公室召开关于建立国家公共互联网安全事件应急处理体系的工作会议，提出由该中心承担核心任务。2000年10月，信息产业部组建计算机网络应急处理协调中心。2001年8月，国家计算机网络与信息安全管理中心正式组建中国计算机网络应急处理协调中心，简称 CNCERT/CC。2002年9月，该协调中心正式成立。
2003年7月14日，中央编办正式批复成立国家计算机网络应急技术处理协调中心，在业务上还增加了“跨国网络安全事件处置”，中国计算机网络应急处理协调中心由此定名国家计算机网络应急技术处理协调中心。国家计算机网络与信息安全管理中心（国家计算机网络应急技术处理协调中心）起初隶属信息产业部。2003年3月，信息产业部批准将1999年9月成立的“国家计算机网络与信息安全管理中心因特网应急小组协调办公室”更名为“信息产业部互联网应急处理协调办公室”，直接领导该中心的业务。2008年3月国务院机构改革中，该中心转隶新成立的工业和信息化部，成为工业和信息化部直属事业单位，由一位副部长分管。2009年9月29日，工业和信息化部印发《公共互联网网络安全应急预案》。根据该《预案》规定，2010年8月18日，工业和信息化部互联网网络安全应急专家组在北京成立，来自国家计算机网络应急技术处理协调中心、工业和信息化部电信研究院、中国互联网络信息中心、国家信息技术安全研究中心、中国信息安全测评中心、基础电信运营企业、通信设备制造商和安全厂商的共20名专家组委员出席成立仪式。2015年4月20日，根据《中央编办关于工业和信息化部有关职责和机构调整的通知》（中央编办发〔2015〕17号），工业和信息化部将信息化推进、网络信息安全协调等职责划给中央网络安全和信息化领导小组办公室（国家互联网信息办公室），但该中心仍归工业和信息化部管理。
2017年11月14日，工业和信息化部以工信部网安〔2017〕281号印发《公共互联网网络安全突发事件应急预案》，规定“在中央网信办统筹协调下，工业和信息化部网络安全和信息化领导小组（以下简称部领导小组）统一领导公共互联网网络安全突发事件应急管理工作，负责特别重大公共互联网网络安全突发事件的统一指挥和协调。”“在中央网信办下设的国家网络安全应急办公室统筹协调下，在部领导小组统一领导下，工业和信息化部网络安全应急办公室（以下简称部应急办）负责公共互联网网络安全应急管理事务性工作；及时向部领导小组报告突发事件情况，提出特别重大网络安全突发事件应对措施建议；负责重大网络安全突发事件的统一指挥和协调；根据需要协调较大、一般网络安全突发事件应对工作。部应急办具体工作由工业和信息化部网络安全管理局承担。”“国家计算机网络应急技术处理协调中心、中国信息通信研究院、中国软件评测中心、国家工业信息安全发展研究中心（以下统称网络安全专业机构）负责监测、报告公共互联网网络安全突发事件和预警信息，为应急工作提供决策支持和技术支撑。”
该中心为非政府非盈利的网络安全技术中心，是中华人民共和国网络安全应急体系的核心协调机构，承担全国互联网网络安全事件的预防、发现、预警和协调处置等职责。该中心是网络安全合作组织FIRST的正式成员，是亚太应急组织APCERT的发起者之一。截至2017年，该中心已与72个国家和地区的211个组织建立了“CNCERT国际合作伙伴”关系。
国家计算机网络应急技术处理协调中心的主要职责是：作为国家级应急中心，“按照‘积极预防、及时发现、快速响应、力保恢复’的方针，开展互联网网络安全事件的预防、发现、预警和协调处置等工作，维护国家公共互联网安全，保障基础信息网络和重要信息系统的安全运行，开展以互联网金融为代表的‘互联网+’融合产业的相关安全监测工作。”
2018年3月，中共中央印发的《深化党和国家机构改革方案》称，“（十六）优化中央网络安全和信息化委员会办公室职责。为维护国家网络空间安全和利益，将国家计算机网络与信息安全管理中心由工业和信息化部管理调整为由中央网络安全和信息化委员会办公室管理。”“工业和信息化部仍负责协调电信网、互联网、专用通信网的建设，组织、指导通信行业技术创新和技术进步，对国家计算机网络与信息安全管理中心基础设施建设、技术创新提供保障，在各省（自治区、直辖市）设置的通信管理局管理体制、主要职责、人员编制维持不变。”
2021年9月22日，中央网络安全和信息化委员会办公室公示国家网络安全先进集体和先进个人拟表彰对象，国家计算机网络与信息安全管理中心某处入选国家网络安全先进集体公示名单，国家计算机网络与信息安全管理中心贵州分中心工程师张勇入选国家网络安全先进个人公示名单。

## 分支机构
国家计算机网络与信息安全管理中心在多地设有分支机构：
- 国家计算机网络与信息安全管理中心上海分中心：2001年1月19日成立
- 国家计算机网络与信息安全管理中心广东分中心（原名广州分中心）：2001年7月24日成立
- 国家计算机网络与信息安全管理中心湖北分中心：2001年12月17日成立
- 国家计算机网络与信息安全管理中心新疆分中心：2002年2月1日成立
- 国家计算机网络与信息安全管理中心贵州分中心：2002年2月25日成立
- 国家计算机网络与信息安全管理中心广西分中心：2002年3月20日成立
- 国家计算机网络与信息安全管理中心河南分中心：2002年3月20日成立
- 国家计算机网络与信息安全管理中心福建分中心：2002年3月20日成立
- 国家计算机网络与信息安全管理中心河北分中心：2002年3月20日成立
- 国家计算机网络与信息安全管理中心吉林分中心：2002年3月20日成立
- 国家计算机网络与信息安全管理中心黑龙江分中心
- 国家计算机网络与信息安全管理中心辽宁分中心
- 国家计算机网络与信息安全管理中心北京分中心
- 国家计算机网络与信息安全管理中心天津分中心
- 国家计算机网络与信息安全管理中心内蒙古分中心
- 国家计算机网络与信息安全管理中心山西分中心
- 国家计算机网络与信息安全管理中心浙江分中心
- 国家计算机网络与信息安全管理中心安徽分中心
- 国家计算机网络与信息安全管理中心江苏分中心
- 国家计算机网络与信息安全管理中心山东分中心
- 国家计算机网络与信息安全管理中心江西分中心
- 国家计算机网络与信息安全管理中心海南分中心
- 国家计算机网络与信息安全管理中心四川分中心
- 国家计算机网络与信息安全管理中心重庆分中心
- 国家计算机网络与信息安全管理中心云南分中心
- 国家计算机网络与信息安全管理中心西藏分中心
- 国家计算机网络与信息安全管理中心青海分中心
- 国家计算机网络与信息安全管理中心甘肃分中心
- 国家计算机网络与信息安全管理中心陕西分中心
- 国家计算机网络与信息安全管理中心湖南分中心

国家计算机网络应急技术处理协调中心在各省、自治区、直辖市设有31个分支机构：
- 国家计算机网络应急技术处理协调中心上海分中心：2005年9月20日成立[18]
- 国家计算机网络应急技术处理协调中心山西分中心：2005年6月28日成立[19]
- 国家计算机网络应急技术处理协调中心大连分中心：2011年8月成立[20]
- 国家计算机网络应急技术处理协调中心黑龙江分中心
- 国家计算机网络应急技术处理协调中心吉林分中心
- 国家计算机网络应急技术处理协调中心辽宁分中心
- 国家计算机网络应急技术处理协调中心北京分中心
- 国家计算机网络应急技术处理协调中心天津分中心
- 国家计算机网络应急技术处理协调中心河北分中心
- 国家计算机网络应急技术处理协调中心内蒙古分中心
- 国家计算机网络应急技术处理协调中心浙江分中心
- 国家计算机网络应急技术处理协调中心安徽分中心
- 国家计算机网络应急技术处理协调中心江苏分中心
- 国家计算机网络应急技术处理协调中心山东分中心
- 国家计算机网络应急技术处理协调中心江西分中心
- 国家计算机网络应急技术处理协调中心福建分中心
- 国家计算机网络应急技术处理协调中心广东分中心
- 国家计算机网络应急技术处理协调中心广西分中心
- 国家计算机网络应急技术处理协调中心海南分中心
- 国家计算机网络应急技术处理协调中心四川分中心[21]
- 国家计算机网络应急技术处理协调中心重庆分中心
- 国家计算机网络应急技术处理协调中心云南分中心
- 国家计算机网络应急技术处理协调中心贵州分中心
- 国家计算机网络应急技术处理协调中心西藏分中心
- 国家计算机网络应急技术处理协调中心青海分中心
- 国家计算机网络应急技术处理协调中心新疆分中心
- 国家计算机网络应急技术处理协调中心甘肃分中心
- 国家计算机网络应急技术处理协调中心陕西分中心
- 国家计算机网络应急技术处理协调中心湖南分中心
- 国家计算机网络应急技术处理协调中心湖北分中心
- 国家计算机网络应急技术处理协调中心河南分中心

两个中心的上述各地分支机构多为合一设置。

## 历任领导
| 主任 - 方滨兴（2002年—2006年） - 黄澄清（？—2018年） - 李湘宁（2018年—） 副主任 - 方滨兴（2000年—2002年） - 黄澄清（？—？） - 马蔷（？—2017年2月13日） - 钟志红（？—2012年5月31日） - 刘欣然（？—） - 郝晓伟（2013年1月16日—？） - 杨君佐（2017年5月9日—） - 云晓春（？—） | 党委书记 - 黄澄清（？—2018年） - 孙蔚敏（2018年—） 党委副书记 - 马宁（？—2012年1月31日，兼纪委书记） - 卢卫（2012年3月1日—，兼纪委书记） |

| 总工程师 - 方滨兴（2000年—2002年，副主任兼；2002年—2006年，主任兼） - 云晓春（？—，副主任兼） | 副总工程师 - 方滨兴（1999年—2000年） - 杜跃进（？—？） - 王丽宏（？—） |